# Jarmen
Jarmen település Németországban, Mecklenburg-Elő-Pomeránia tartományban. Lakosainak száma 2846 fő (2023. december 31.).

## Népesség
A település népességének változása:
| Lakosok száma | 2948 | 2942 | 2922 | 2914 | 2846 |
|               | 2017 | 2019 | 2021 | 2022 | 2023 |